# Bathymodiolus manusensis
Bathymodiolus manusensis is een tweekleppigensoort uit de familie van de Mytilidae. De wetenschappelijke naam van de soort is voor het eerst geldig gepubliceerd in 2007 door Hashimoto & Furuta.